# 2 Brothers on the 4th Floor
2 Brothers on the 4th Floor – holenderski zespół eurodance, który założyli dwaj bracia: Martin i Bobby Boer. W wielu ich utworach wokal podkładała Desray, a rapował D-Rock.

## Dyskografia

### Albumy
- 1994: Dreams
- 1996: 2

### Single
- 1990: „Can't Help Myself”
- 1991: „Can't Help Myself (Remixes)”
- 1991: „Turn Da Music Up”
- 1993: „Never Alone”
- 1994: „Dreams”
- 1994: „Let Me Be Free”
- 1995: „Fly (Through The Starry Night)”
- 1995: „Fly (Through The Starry Night) (Remixes)”
- 1995: „Come Take My Hand”
- 1996: „Fairytales”
- 1996: „Mirror of Love”
- 1996: „There’s a Key”
- 1996: „Christmas Time”
- 1997: „One Day”
- 1997: „I'm Thinkin' of U”
- 1998: „Do You Know”
- 1998: „The Sun Will Be Shining”
- 1999: „Heaven Is Here”
- 1999: „Living in Cyberspace”
- 2000: „Wonderful Feeling”
- 2001: „Stand Up And Live”
- 2007: „Never Alone 2”